# Stump

Bramka krykietowa (wicket)

Stump – termin krykietowy, odnoszący się do każdego z trzech słupków stanowiących części wicketu.
Stumpsy stanowią jeden z podstawowych elementów wyposażenia niezbędnych do gry w krykieta. Są elementami wicketu, który składa się z trzech stumps i dwóch bails. Stumpsy stanowią w każdym wickecie trzy pionowe słupki, wbijane w ziemię, na których opierają się dwa bails (każdy podparty na stumpsach z dwóch stron). Część stumpsa wystająca ponad ziemię ma mieć kształt walca o wysokości 71,1 cm (28 cali) i średnicy pomiędzy 3,5 i 3,81 cm (1,38–1,5 cala).
Od słowa stump pochodzą dwa inne pojęcia używane w krykiecie:
- bycie out stumped oznacza jedną z metod wyeliminowania z gry batsmana przez wicket-keepera[3];
- stumps oznacza koniec gry danego dnia i związane jest z faktem, że po zakończeniu gry sędziowie zabierali stumpsy z boiska[4].